# Mycetophila hepperi
Mycetophila hepperi är en tvåvingeart som beskrevs av Duret 1981. Mycetophila hepperi ingår i släktet Mycetophila och familjen svampmyggor. Inga underarter finns listade i Catalogue of Life.